# Amithao niveosparsus
Amithao niveosparsus är en skalbaggsart som beskrevs av Moser 1913. Amithao niveosparsus ingår i släktet Amithao och familjen Cetoniidae. Inga underarter finns listade i Catalogue of Life.